# Koenigsegg Jesko
Koenigsegg Jesko je dvoudveřový sportovní automobil vyvíjený a vyráběný v Ängelholm, Skåne ve Švédsku firmou Koenigsegg Automotive AB. Je nástupcem sportovního automobilu stejné značky Koenigsegg Regera. Jesko byl představen na Ženevském autosalonu v roce 2019. Automobil se měl původně jmenovat Koenigsegg Ragnarok, ale zakladatel automobilky Christian von Koenigsegg změnil jméno tohoto hypersportu na Koenigsegg Jesko po svém otci, který mu na začátku jeho automobilky hodně pomohl.

## Specifikace

### Motor
Stejně jako v Ageře je v Jesku pětilitrový osmiválec a o tlumení vibrací motoru se pak stará aktivní uložení motoru známe z Regery.

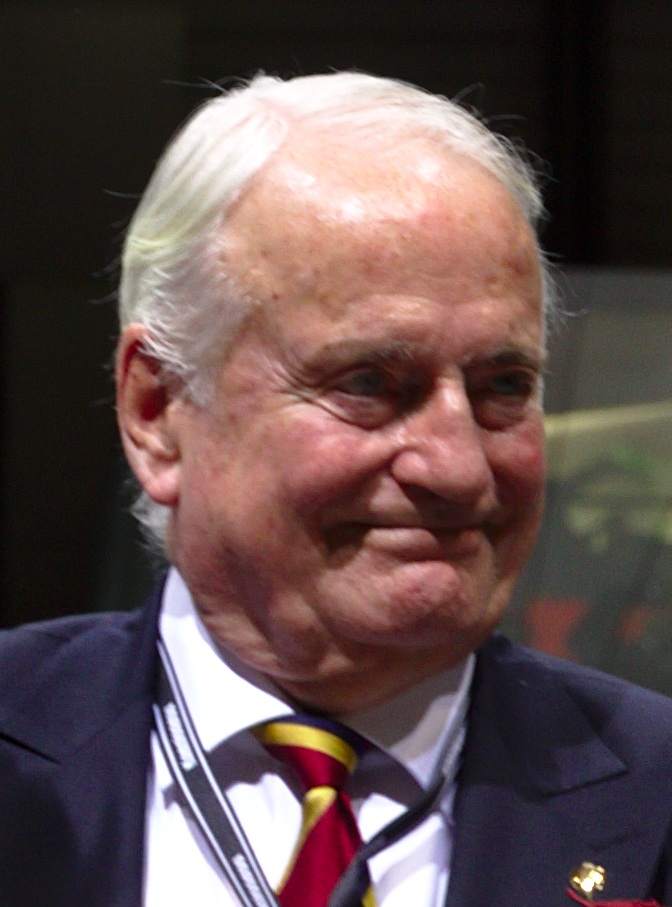
Jesko von Koenigsegg

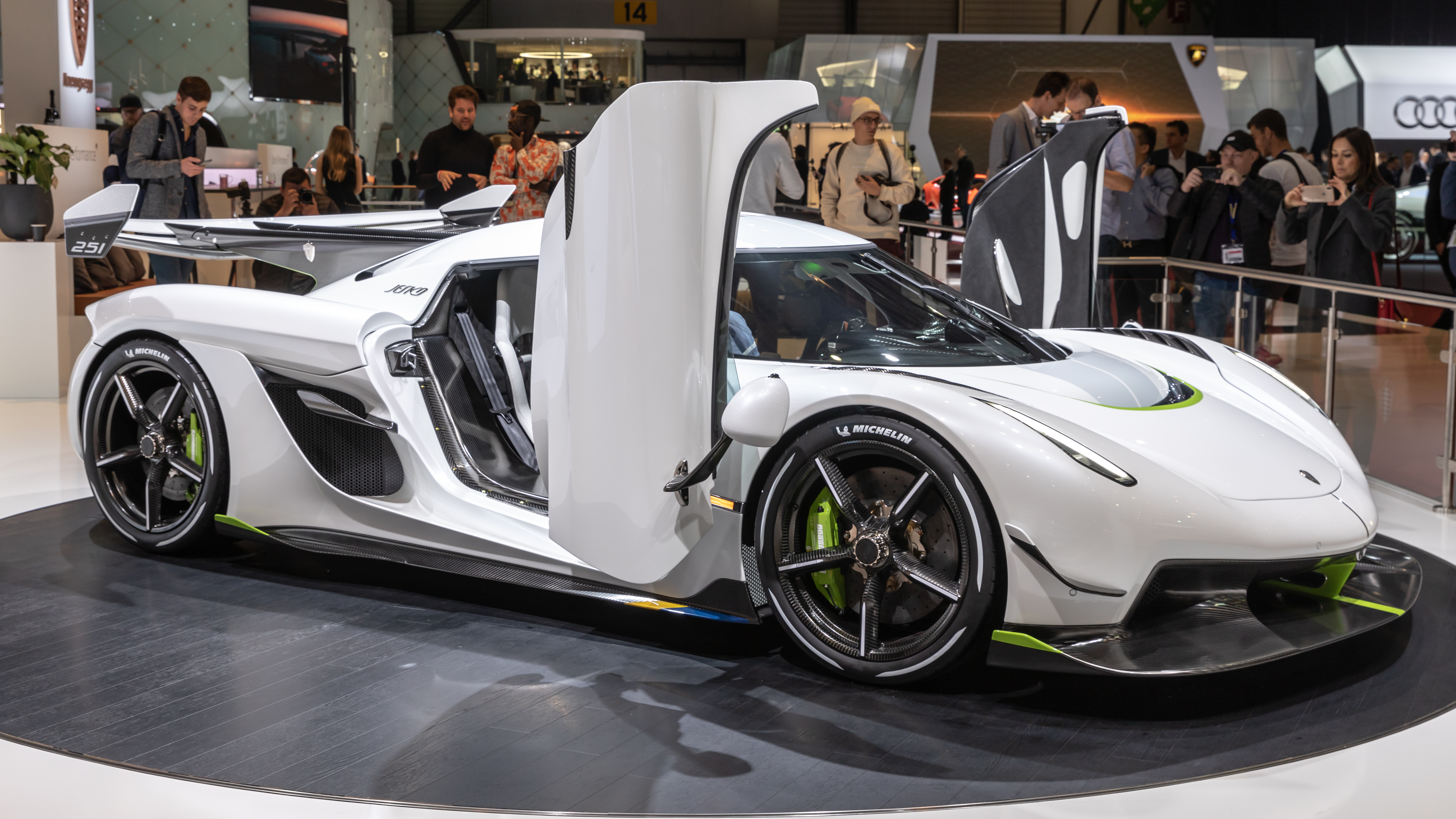
Koenigsegg Jesko s otevřenými dveřmi

### Převodovka
Nová převodovka má 21 možných kombinací převodových stupňů (ozubená kola jsou uspořádána ve dvou sadách po třech rychlostních stupních) a sedmi spojek. Motor Jeska je spojen s neméně pozoruhodnou a technicky velmi pokrokovou převodovkou. Koenigsegg ji označuje jako LST (Light Speed Transmission). Nabízí devět převodů a vyvinuta byla společností Koenigsegg. Nejde tedy o žádné ústrojí vídané také v jiných podobných autech.
| Stupeň               | Poměr    |
| -------------------- | -------- |
| 1. rychlostní stupeň | 4,7200:1 |
| 2. rychlostní stupeň | 3,6441:1 |
| 3. rychlostní stupeň | 2,8744:1 |
| 4. rychlostní stupeň | 2,2500:1 |
| 5. rychlostní stupeň | 1,7371:1 |
| 6. rychlostní stupeň | 1,3702:1 |
| 7.rychlostní stupeň  | 1,0783:1 |
| 8.rychlostní stupeň  | 0,8325:1 |
| 9.rychlostní stupeň  | 0,656:1  |

### Tlumiče
Na rozdíl od svých předchůdců má Jesko v přední a zadní části tlumič „Triplex“ kombinovaný s tradičními tlumiči Öhlins.

### Interiér
Nový interiér by měl být prostornější a vybavenější než u předchozí Agery. Interiér by měl obsahovat rádio, klimatizaci, devíti palcovou informační obrazovku a nabíjení přes USB kabel.

## Výkon
Koenigsegg Jesko má pro švédského výrobce opět získat korunu nejrychlejšího vozu světa. Nejnovější model má nabízet výkon až 1176 kW (1600 koní). Jesko stojí v přepočtu skoro sedmdesát milionů korun.

## Produkce
Produkce Jeska bude omezena na 125 kusů, přičemž každý rok bude vyrobeno 40–50 kusů, ale Jesko už se vyprodal.

## Varianty

### Jesko Absolut
Koenigsegg Jesko Absolut debutoval online 3. března 2020. Sám Christian von Koenigsegg uvedl, že Jesko Absolut má jet více než 500 km/h, a tak má lehce překonat rekord Bugatti Chiron a toto má být poslední hypersport pod značkou Koenigsegg. Problém je, že vyzkoušet maximální rychlost na silnici může trvat, i rok nebo dva, ale celý Koenigsegg si od tohoto vozu hodně slibuje. Koenigsegg Jesko Absolut má maximální rychlost 531 km/h